# Junkers Jumo 222
Jumo 222 byl vysoce výkonný víceřadový letecký motor navržený ve firmě Junkers pod vedením Ferdinanda Brandnera.
O novém velkém leteckém motoru o výkonu v rozmezí 2 000 až 3 000 koní se uvažovalo již v roce 1936. Za tímto účelem byl projektován kapalinou chlazený víceřadový motor se šesti řadami po čtyřech válcích (= 24 válec). V plánu bylo i přidání dalších dvou válců do každé řady na celkem 36 válců. 4. dubna 1938 RLM udělilo zakázku na vývoj projektu s názvem "Jumo 222". Motor měl být použit v "bombardérech B" (Bomber B) v čele s typem Junkers Ju 288. Problémy a zpoždění během vývoje však znamenaly, že první let Ju 288 s motorem Jumo 222 proběhl až v říjnu 1941. Během prvních zkušebních letů vždy došlo k poškození ložisek klikového hřídele a v RLM byl mezitím upřednostněn motor Daimler-Benz DB 603. Na konci prosince 1941 bylo rozhodnuto pokračovat v programu, ale s nižší prioritou. Se zhoršující se válečnou situací a postupnou přeměnou výroby na stíhací letouny musel být projekt v létě roku 1943 ukončen. Celkem bylo vyrobeno méně než 300 ks motoru.

## Použití
Návrhy letounů se zamýšleným použitím motoru Jumo 222:
- Dornier Do 435 (kdyby žádný proudový motor nenahradil zadní pístový motor)
- Focke-Wulf Fw 300
- Heinkel He 219B & -C
- Heinkel He 277 (později Amerika Bomber- příbuzná alternativa pro montáž hvezdicových motorů BMW 801, konec července 1943, pouze vývojový návrh)
- Hütter Hü 211
- Junkers Ju 288

Prototypové návrhy určené pro použití motoru Jumo 222:
- Arado E.340 (dva motory Jumo 222, konkurent bombardéru B)
- Focke-Wulf Fw P.195 (šest/osm motorů Jumo 222, velký transportní letoun)

## Specifikace (Jumo 222A/B)

### Technické údaje
- Typ: kapalinou chlazený, přeplňovaný, pístový, letadlový řadový dvacetičtyřválec
- Vrtání: 135 mm
- Zdvih: 135 mm
- Objem válců: 46,5 l
- Délka: 2 400 mm
- Průměr: 1 160 mm
- Suchá hmotnost: 1 088 kg

### Součásti
- Ventilový rozvod: dva sací a jeden sodíkem chlazený výfukový ventil na válec
- Kompresor: dvourychlostní, jednostupňový odstředivý kompresor
- Palivový systém: vstřikování
- Chladicí soustava: chlazení kapalinou

### Výkony
- Výkon:
  - 1 838 kW (2 465 k) při 3 200 ot./min (vzletový výkon)
  - 1 397 kW (1 870 k) (cestovní výkon)
- Měrný výkon: 39,6 kW/l
- Kompresní poměr: 6,5:1
- Měrná spotřeba paliva: 0,29 kg/(kW·h) (0,477 lb/(hp·h))
- Poměr výkon/hmotnost: 1,69 kW/kg